# Antoni Puig i Gairalt

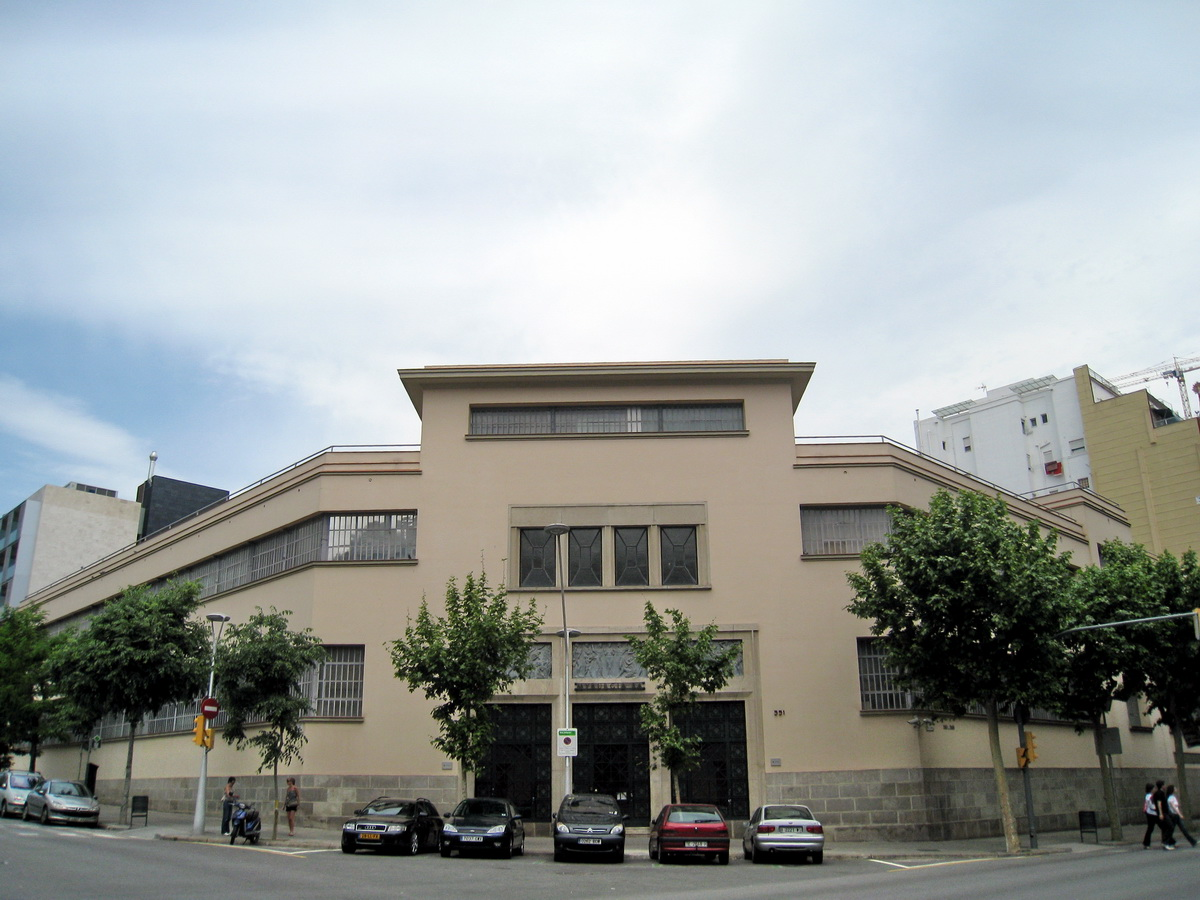
Fàbrica Myrurgia

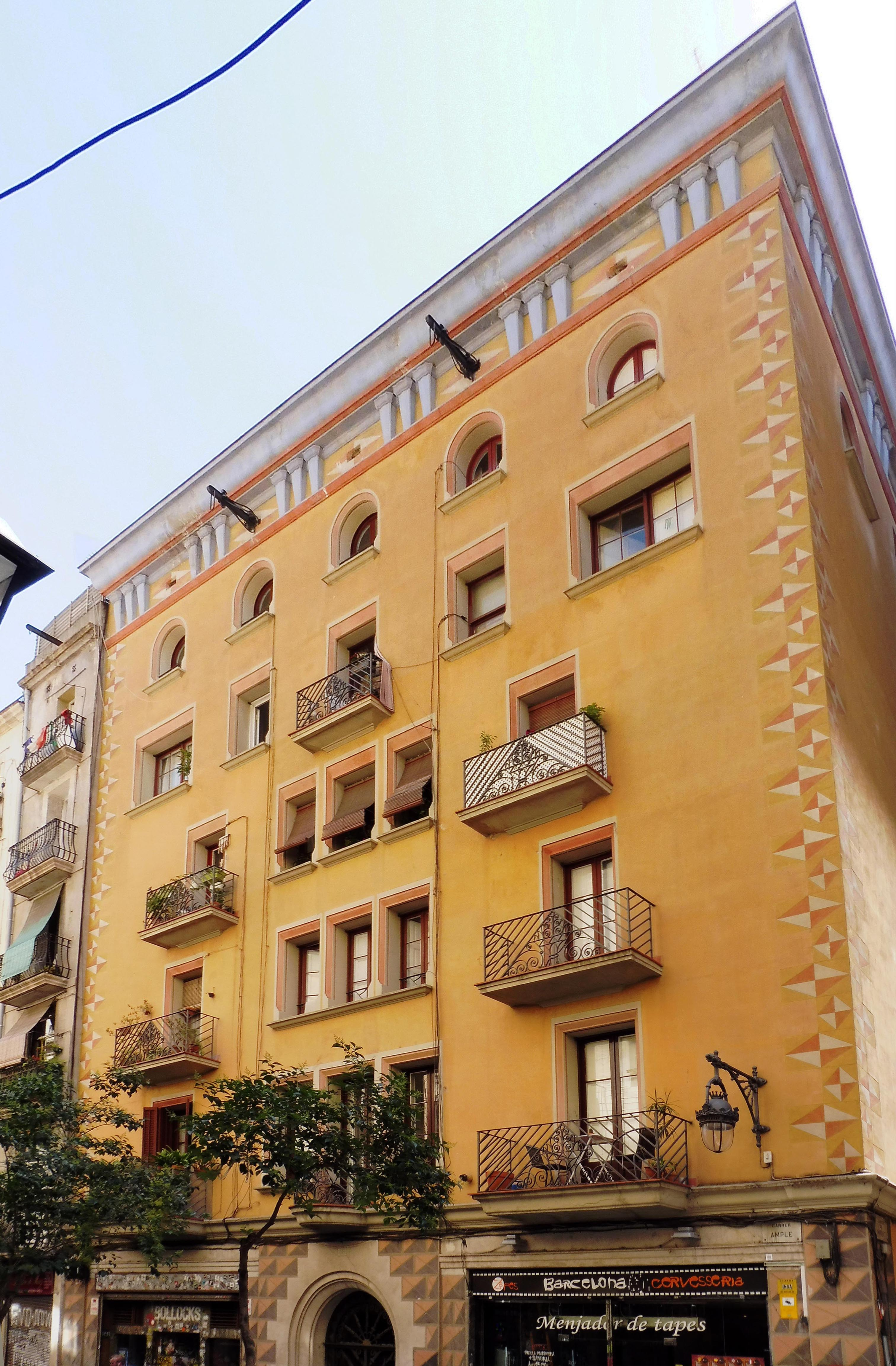
Casa Vídua de Guarro

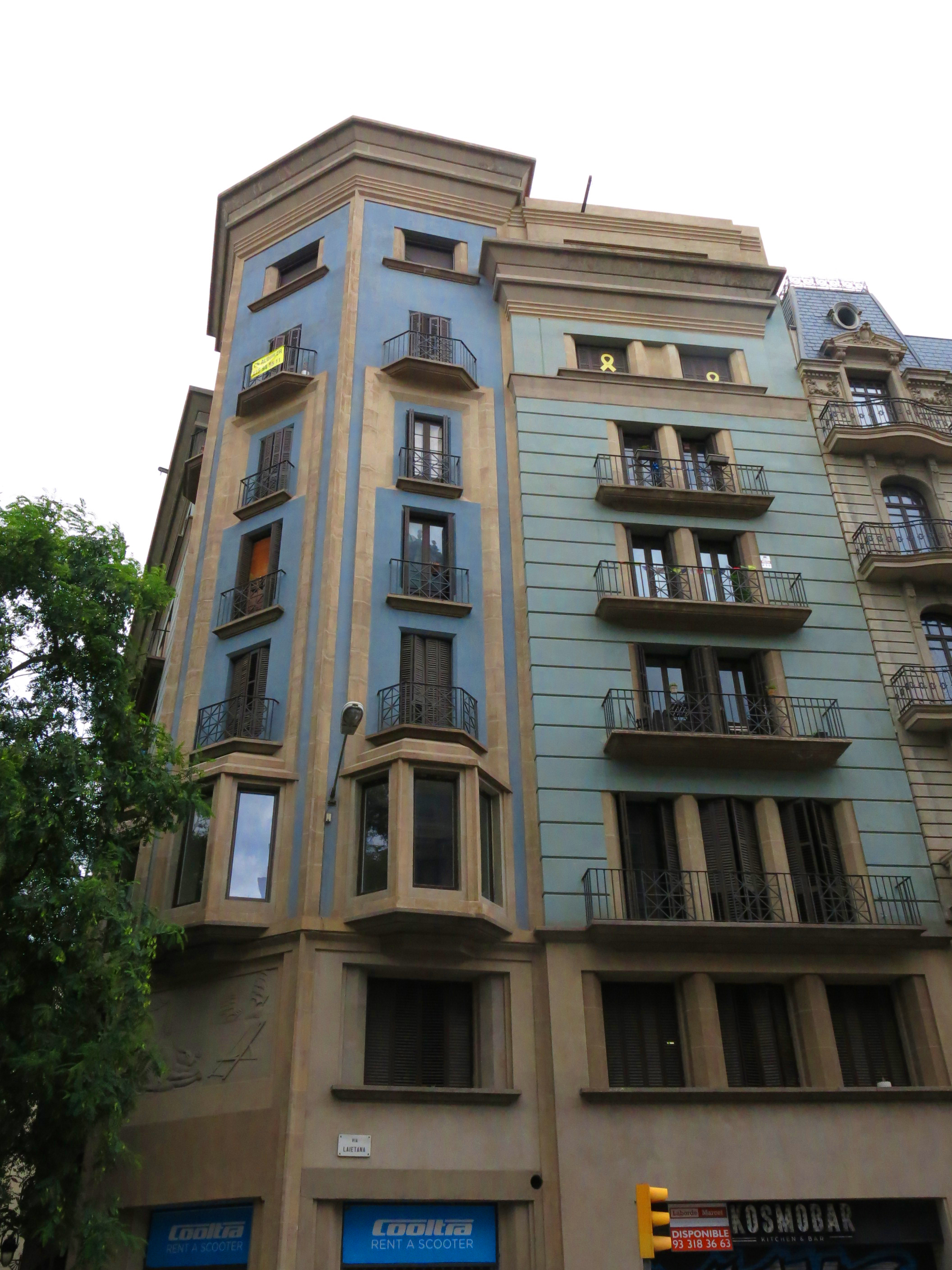
Edifici de la Companyia Espanyola d'Assegurances

Antoni Puig i Gairalt   (l'Hospitalet de Llobregat, 28 d'agost de 1887 - Barcelona, 17 d'octubre de 1935) fou un arquitecte i músic català, germà del també arquitecte Ramon Puig i Gairalt, amb qui va col·laborar en algunes obres.

## Biografia
Els seus pares eren Ramon Puig i Campreciós, i Madrona Gairalt i Farrès. El matrimoni, amb arrels documentades a l’Hospitalet, tingué un primer fill, Ramon (1886-1937), i després una filla, Maria (1896-?).
De jove, un cop finalitzats els seus estudis secundaris, començà a treballar de paleta per donar a continuïtat al negoci familiar dirigit pel seu pare, conegut mestre d’obres hospitalenc, que el 1898 va treballar per Antoni Gaudí a la Casa Calvet. Fou un amant de la gimnàstica i dels esports, en que practicà més d’un, tot i que els seu preferit era el futbol.
Va iniciar els estudis de música al Conservatori del Liceu, on el curs 1903-1904 s'inscriví a les classes de solfeig i piano i pintura, a l'Escola d'Art de Francesc d'Assís Galí i Fabra. Amb 22 anys, començà els estudis d’arquitectura a l'Escola Tècnica Superior d'Arquitectura de Barcelona i obtingué brillantment el títol d’arquitecte el 29 de juliol del 1918, en una època en què l’estil Modernista era criticat i el l’estil Noucentisme reclamava una arquitectura més avançada, actual i amb un estil genuïnament català. Estil que en la seva primera fase creativa l’Antoni va seguir.
Durant els seus estudis, projectà en estil classicista un gran auditori de concerts i tan bon punt obtingué el títol d’arquitecte, reformà unes cases a Cerdanyola del Vallès (1919-1920).
No va tenir la responsabilitat del càrrec d'arquitecte municipal del seu germà, i tingué com a clients personalitats de la burgesia. La seva carrera, breu i més selecta, el va situar entre els primers arquitectes catalans de la seva generació. Situat en el període noucentisme, va mirar de retrobar un estil genuïnament català i clàssic a la vegada. D'aquest període són el Casal del Molí Vell a Gelida (1920-1921) i la Casa Guarro a Sarrià (1921-1923). I col·laborà amb el seu germà Ramon, en la redacció d’un projecte d’estil historicista d’un gran Teatre per a la Ciutat de Barcelona (1921).
A la segona meitat dels anys 1920, s'identificà amb l'art déco parisenc, que plasmà a la Casa Vídua de Guarro (1922-1926) i a l'Edifici de la Companyia Espanyola d'Assegurances (1926-1928), ambdós de Barcelona. A Sabadell, va projectar el 1925 una casa amb negoci de venda d'automòbils per a Antoni Oliver i Sallarès, germà de Pere Quart, en estil d'influències déco, al carrer de la Concepció, 46.
Pel que fa a la seva actuació al Baix Llobregat, destaca la Casa Cervelló (1931) a Begues, d’un estil noucentista menys rígid, que després de l'encertada restauració de què ha estat objecte, constitueix un excel·lent exemple dels postulats defensats per Le Corbusier.
Un aspecte importantíssim clau per a la seva formació fou la participació en congressos internacionals a França, Viena o Berlín, així com una valuosa biblioteca que era el contrapunt de reflexió per no restar al marge dels corrents arquitectònics moderns.
La obra més destacada i emblemàtica de la seva carrera és la fàbrica Myrurgia de Barcelona (1928-1930), per la qual va guanyar el concurs anual d'edificis artístics en la seva darrera edició. Va ser encarregada per Esteve Monegal, propietari de la indústria perfumera i home del noucentisme. Dins d'un estil general noucentista i racionalista amb influencies del formalisme d’Auguste Petrret, la construcció fou considerada una de les primeres aportacions a Catalunya de la nova plasticitat constructiva. Aquest projecte havia estat exposat a la Mostra d'Arquitectura organitzada pels membres del GATCPAC a les Galeries Dalmau de Barcelona l'abril del 1929.
El juliol del 1932, participà al 1er Congrés d’Arquitectes de Llengua Catalana, organitzat a Barcelona per l'Associació d’Arquitectes de Catalunya amb la protecció de la Generalitat de Catalunya i l'Ajuntament de Barcelona. També intervingué en el 2n Congrés Universitari Català.
Va formar part de la Comissió d’Educació General de la Mancomunitat i fou membre de la Junta Municipal d’Exposicions de l’Art.
Durant tres anys (1931-1933), va treballar intensament en l’avantprojecte d’aeroport per la ciutat de Barcelona, però que per raons polítiques i econòmiques no es va materialitzar.
Va col·laborar amb l'escultor Josep Clarà en el Monument d'Espanya a l'Uruguai (Montevideo, 1932). Va ser l'autor de la casa d'Eugeni Xammar a l'Ametlla del Vallès, així com del xalet de Conxita Puig a Castelldefels (1932).
Com a músic, interpretà al piano obres clàssiques de Schumann, Mozart, César Franck i sobretot J. S. Bach. Actuava com a solista o acompanyant al mestre Pau Casals o la soprano liedista Mercè Plantada i fins i tot tocà a quatre mans amb la famosa clavecinista polonesa Wanda Landowska, de qui era amic. Fou fundador i vicepresident de l'Associació de Musica da Càmera de Barcelona (1929).
Va morir a Barcelona el 17 d'octubre de 1935 mentre dirigia la reforma noucentista de la casa i el jardí de Pau Casals a la platja de Sant Salvador (Baix Penedès) El seu cos està enterrat a Sant Genís dels Agudells.
Fou fundador i vicepresident de l'Associació de Música de Cambra de Barcelona (1929), així com a soci numerari del GATCPAC, membre de l'Acadèmia de les Belles Arts de Catalunya, de la Junta del Col·legi d'Arquitectes de Catalunya i Balears i també membre del Patronat de l'Orquestra Pau Casals.